# Lista episoadelor din Sonny și Steluța ei norocoasă
Sonny și Steluța ei norocoasă este un serial difuzat pe Disney Channel.

## Sezonul 1: 2009-2010
- Sezonul are 21 de episoade.
- Demi Lovato și Tiffany Thornton apar în toate episoadele.
- Sterling Knight este absent în 2 episoade (episoadele 1 și 5).
- Allisyn Ashley Arm este absentă în 8 episoade (episoadele 6, 8, 12, 13, 16, 17, 18 și 211).
- Brandon Mychal Smith și Doug Brochu sunt absenți într-un episod (episodul 211).

1În episodul 21 sunt incluse clipuri cu persoanele respective din alte episoade.
| #  | # / Sezon | Titlu                                                                  | Regizat de               | Scris de                                     | Premieră Originală | Premieră, România | Cod |
| -- | --------- | ---------------------------------------------------------------------- | ------------------------ | -------------------------------------------- | ------------------ | ----------------- | --- |
| 1  | 1         | „Prima Zi La Studio” „Sketchy Beginnings”                              | Eric Dean Seaton         | Amy Engelberg Wendy Engelberg                | 8 februarie 2009   | 5 decembrie 2009  | 101 |
| 2  | 2         | „Poveste de pe Coasta De Vest” „West Coast Story”                      | David Trainer            | Michael Feldman Steve Marmel                 | 8 februarie 2009   | 5 decembrie 2009  | 104 |
| 3  | 3         | „Sonny în Tabăra Inamică” „Sonny at The Falls”                         | Eric Dean Seaton         | Phil Baker Drew Vaupen                       | 15 februarie 2009  | 12 decembrie 2009 | 112 |
| 4  | 4         | „Scrisorea 'Fanului'” „You've Got Fan Mail”                            | Philip Charles MacKenzie | Phil Baker Drew Vaupen                       | 22 februarie 2009  | 19 decembrie 2009 | 107 |
| 5  | 5         | „Trișoarele” „Cheater Girls”                                           | Eric Dean Seaton         | Dava Savel                                   | 1 martie 2009      | 9 ianuarie 2010   | 105 |
| 6  | 6         | „Din Trei,Una E În Plus” „Three's Not Company”                         | Eric Dean Seaton         | Amy Engelberg Wendy Engelberg                | 8 martie 2009      | 16 ianuarie 2010  | 106 |
| 7  | 7         | „Blogul” „Pool'd Apart”                                                | David Trainer            | Amy Engelberg Wendy Engelberg                | 5 martie 2009      | 23 ianuarie 2010  | 110 |
| 8  | 8         | „Prieteni buni” „Fast Friends”                                         | David Trainer            | Michael Feldman Steve Marmel                 | 29 martie 2009     | 10 aprilie 2010   | 102 |
| 9  | 9         | „Sonny și întâlnirea ei norocoasă” „Sonny With a Chance of Dating”     | Eric Dean Seaton         | Cindy Caponera                               | 12 aprilie 2009    | 17 aprilie 2010   | 111 |
| 10 | 10        | „Sonny și odrasla de la studio” „Sonny and the Studio Brat”            | David Trainer            | Dava Savel                                   | 26 aprilie 2009    | 24 aprilie 2010   | 114 |
| 11 | 11        | „Balul de absolvire” „Promises, Prom-misses”                           | David Trainer            | Dava Savel                                   | 3 mai 2009         | 19 aprilie 2010   | 109 |
| 12 | 12        | „Puștii Dezbinători” „The Heartbreak Kids”                             | Eric Dean Seaton         | Cindy Caponera                               | 14 mai 2009        | 1 mai 2010        | 103 |
| 13 | 13        | „Bătălia Starurilor” „Battle of the network's stars”                   | Eric Dean Seaton         | Michael Feldman Steve Marmel                 | 7 iunie 2009       | 15 mai 2010       | 116 |
| 14 | 14        | „Farse pe vedete” „Prank'd”                                            | Carl Lauten              | Kevin Kopelow Heath Seifert                  | 5 iulie 2009       | 1 aprilie 2010    | 115 |
| 15 | 15        | „Povești Din Camera de Recuzită” „Tales from the Prop House”           | Eric Dean Seaton         | Dava Savel                                   | 2 august 2009      | 1 mai 2010        | 117 |
| 16 | 16        | „Sonny Și Cina Din Bucătărie” „Sonny in the kitchen with dinner”       | Linda Mendoza            | Danny Warren                                 | 16 august 2009     | 22 mai 2010       | 118 |
| 17 | 17        | „Ghici cine e fi invitatul special” „Guess who's coming to guest star” | Eric Dean Seaton         | Michael Feldman Steve Marmel                 | 27 septembrie 2009 | 3 iulie 2010      | 108 |
| 18 | 18        | „Hart contra Hart” „Hart to Hart”                                      | Eric Dean Seaton         | Lanny Horn Josh Silverstein                  | 1 noiembrie 2009   | 31 iulie 2010     | 119 |
| 19 | 19        | „Sonny prinsă la Mijloc” „Sonny in the Middle”                         | Eric Dean Seaton         | Lanny Horn Josh Silverstein                  | 8 noiembrie 2009   | 31 iulie 2010     | 113 |
| 20 | 20        | „Monstrii prajiturelelor” „Cookie Monsters”                            | Eric Dean Seaton         | Kevin Kopelow & Heath Seifert Cindy Caponera | 15 noiembrie 2009  | 28 august 2010    | 120 |
| 21 | 21        | „Sonny: Până acum” „Sonny: So Far”                                     | Eric Dean Seaton         | Michael Feldman Steve Marmel                 | 22 noiembrie 2009  | 28 august 2010    | 121 |

## Sezonul 2: 2010-2011
- Demi Lovato, Tiffany Thornton, Sterling Knight, Brandon Mychal Smith și Doug Brochu apar în toate episoadele până în prezent.
- Allisyn Ashley Arm este absentă în 2 episoade (episoadele 1 și 21).
- Au fost deja confirmate 17 episoade în acest sezon.

| #  | # / Sezon | Titlu                                                                                   | Regizat de           | Scris de                      | Premieră Originală | Premieră, România  | Cod |
| -- | --------- | --------------------------------------------------------------------------------------- | -------------------- | ----------------------------- | ------------------ | ------------------ | --- |
| 22 | 1         | „Fă kilometri în pantalonii mei” „Walk a Mile in My Pants”                              | Eric Dean Seaton     | Amy Engelberg Wendy Engelberg | 14 martie 2010     | 11 septembrie 2010 | 203 |
| 23 | 2         | „Sonny ia-ți capra” „Sonny Get Your Goat”                                               | Eric Dean Seaton     | Dava Savel                    | 21 martie 2010     | 11 septembrie 2010 | 204 |
| 24 | 3         | „Gassie se duce” „Gassie Passes”                                                        | Eric Dean Seaton     | Dava Savel                    | 28 martie 2010     | 8 februarie 2011   | 205 |
| 25 | 4         | „Sonny și cântecul ei norocos” „Sonny With a Song”                                      | John Fortenberry     | Michael Feldman Steve Marmel  | 11 aprilie 2010    | 31 decembrie 2010  | 208 |
| 26 | 5         | „Viata de liceu mizerlabila” „High School Miserable”                                    | Carl Lauten          | Michael Feldman Steve Marmel  | 18 aprilie 2010    | 25 septembrie 2010 | 206 |
| 27 | 6         | „Legenda lui Față de Bomboană” „Legend of Candy Face”                                   | Eric Dean Seaton     | Dan Cohen F.J. Pratt          | 2 mai 2010         | 20 noiembrie 2010  | 203 |
| 28 | 7         | „Guma și steluța ei norocoasă” „Gummy with a Chance”                                    | Carl Lauten          | Josh Herman Adam Schwartz     | 9 mai 2010         | 27 noiembrie 2010  | 207 |
| 29 | 8         | „Acte întâmplătoare de impolitețe” „Random Acts of Disrespect”                          | Leslie Kollins Small | Dan Cohen F.J. Pratt          | 16 mai 2010        | 27 noiembrie 2010  | 208 |
| 30 | 9         | „Grady și steluța lui norocoasă, Sonny” „Grady With a Chance of Sonny”                  | Eric Dean Seaton     | Lanny Horn                    | 23 mai 2010        | 8 ianuarie 2011    | VFA |
| 38 | 17        | „Topindu-se după the Falls Partea 1” „Falling for the Falls Part 1”                     | Eric Dean Seaton     | Michael Feldman Steve Marmel  | 13 iunie 2010      | 15 ianuarie 2011   | 201 |
| 39 | 18        | „Topindu-se după the Falls Partea 2” „Falling for the Falls Part 2”                     | Eric Dean Seaton     | Michael Feldman Steve Marmel  | 20 iunie 2010      | 22 ianuarie 2011   | 217 |
| 34 | 13        | „Sonny și secretul ei Partea 1” „Sonny with a Secret Part 1”                            | Eric Dean Seaton     | Michael Feldman Steve Marmel  | 18 iulie 2010      | VFA                | 212 |
| 35 | 14        | „Sonny și secretul ei Partea 2” „Sonny with a Secret Part 2”                            | Eric Dean Seaton     | Michael Feldman Steve Marmel  | 18 iulie 2010      | VFA                | 213 |
| 35 | 14        | „O problema cu Pauly” „The Problem With Pauly”                                          | Shelley Jensen       | Josh Herman Adam Schwartz     | 8 august 2010      | 5 februarie 2011   | 214 |
| 36 | 15        | „Cât de Sonny” „That’s So Sonny”                                                        | Eric Dean Seaton     | Dava Savel                    | 29 august 2010     | 19 februarie 2011  | 215 |
| 37 | 16        | „Chad si steluta lui ghinionista” „Chad without chance”                                 | Eric Dean Seaton     | Wendy Engelberg               | 19 septembrie 2010 | VFA                | 210 |
| 38 | 17        | „Am doi de Chad” „My two Chads”                                                         | Eric Dean Seaton     | Dan Cohen                     | 26 septembrie 2010 | VFA                | 211 |
| 39 | 18        | „Halloween” „A So Random Halloween Special”                                             | Eric Dean Seaton     | Adam Schwartz                 | 17 octombrie 2010  | 30 octombrie 2010  | 226 |
| 40 | 19        | „Sonny si steluta ei 100% norocoasa de amestec” „Sonny with a 100% Chance of Meddling"” | Ron Mosely           | Josh Silverstein              | 14 octombrie 2010  | VFA                | 219 |
| 41 | 20        | „Razbunarea lui Dakota” „Dakota's Revenge”                                              | Eric Dean Seaton     | Dava Savel                    | 14 noiembrie 2010  | VFA                | 223 |
| 42 | 21        | „Sonny și un sărut” „Sonny with a Kiss”                                                 | Eric Dean Seaton     | Lissa Kapstrom                | 21 noiembrie 2010  | 14 februarie 2011  | 220 |
| 37 | 16        | „Crăciun La Întamplare” „So Random Christmas”                                           | Eric Dean Seaton     | VFA                           | 28 noiembrie 2010  | 18 Decembrie,2010  | 216 |
| 44 | 23        | „Sonny are alocatie” „Sonny with a Grant”                                               | Eric Dean Seaton     | Michael Feldman               | 5 decembrie 2010   | VFA                | 221 |
| 45 | 24        | „Marshall si steluta lui norocoasa” „Marshall with a chance”                            | Shannon Flynn        | Carla Banks Waddles           | 12 decembrie 2010  | VFA                | 224 |
| 46 | 25        | „Sonny are de ales” „Sonny with a Choice”                                               | Eric Dean Seaton     | Dan Cohen                     | 19 decembrie 2010  | VFA                | 222 |
| 47 | 26        | „O noua fata” „New Girl”                                                                | Sean McNamara        | Michael Feldman               | 2 ianuarie 2011    | VFA                | 225 |